# (8556) Jana
(8556) Jana (1995 NB) ist ein Asteroid des Asteroiden-Hauptgürtels, der am 7. Juli 1995 von Zdeněk Moravec am Kleť-Observatorium entdeckt wurde.
Jana bewegt sich in einem Abstand von 1.846 (Perihel) bis 3.959 (Aphel) astronomischen Einheiten in 4,95 Jahren um die Sonne. Die Bahn ist 5,3651° gegen die Ekliptik geneigt, die Bahnexzentrizität beträgt 0,3640.
Benannt wurde der Himmelskörper nach der Ehefrau des Entdeckers.